# Mercedes Cup 2006
Il Mercedes Cup 2006 è stato un torneo di tennis giocato sulla terra rossa.
È stata la 29ª edizione del Mercedes Cup, che fa parte della categoria International Series Gold nell'ambito dell'ATP Tour 2006.
Si è giocato a Stoccarda in Germania, dal 17 al 23 luglio 2006.

## Campioni

### Singolare
David Ferrer ha battuto in finale  José Acasuso con il punteggio di 6–4, 3–6, 6(3)–7, 7–5, 6–4

### Doppio
Gastón Gaudio /  Maks Mirny hanno battuto in finale  Yves Allegro /  Robert Lindstedt con il punteggio di 7–5, 6(4)–7, [12-10]